# هيرنان سيلفا
هيرنان سيلفا (بالإسبانية: Hernán Silva)‏ هو حكم كرة قدم ومدرب كرة قدم ولاعب كرة قدم تشيلي، ولد في 5 نوفمبر 1948، وتوفي في 15 أكتوبر 2017 في ميامي في الولايات المتحدة.

## روابط خارجية
- هيرنان سيلفا على موقع Soccerway.com (الإنجليزية)
- هيرنان سيلفا على موقع أوليمبيديا (الإنجليزية)